# 智利足球协会
智利足球协会（西班牙语：Federación de Fútbol de Chile，FFC），为智利足球的管理机构。智利足协成立于1895年6月，为南美洲第二悠久的足球协会。智利足协为南美足联的创始会员。智利足协负责管理智利国家足球队，以及国内联赛，包含职业联赛与业余联赛。